# 牡丹江边墙
牡丹江边墙，是唐代渤海国和辽国金国等在黑龙江省牡丹江市修建的用于军事防御的边墙，牡丹江边墙现存三段不连续的边墙，分别为爱民区牡丹江段边墙、宁安市江东段边墙、宁安市镜泊湖段边墙，三段边墙均呈东南—西北走向，全长约66千米。2006年5月25日，黑龙江省牡丹江市爱民区牡丹江段边墙、宁安市江东段边墙、宁安市镜泊湖段边墙合并命名为“牡丹江边墙”，并被公布为第六批全国重点文物保护单位。

## 结构
牡丹江边墙，由就地取土采石修筑，两端多为土筑墙，中部多为石筑墙。其中土墙多筑在土层较厚的山梁上和狭窄的沟谷中。土墙内侧，多筑有距离不等的圆形土坑和石壁圆坑，可能是驻兵使用的生活设施，土坑为住房，石坑为蓄水池。边墙的中部石墙则是用自然石块和人工劈凿石块，用干插石的方法砌筑，石块砌成平整的石墙，其上可以行人巡守。墙体还修建有射洞。

## 历史
牡丹江边墙，在中国的史籍中没有记载，仅有俄国学者鲍诺索夫于1932年写的《北满考古史》(未刊稿)一文中提到过“在牡丹江北发现了东边墙”。学术界推测牡丹江边墙为渤海国为抵御黑水靺鞨南侵而修建，至东夏国时期仍被用于抵御蒙古大军。